# الشابسوغ (حي)

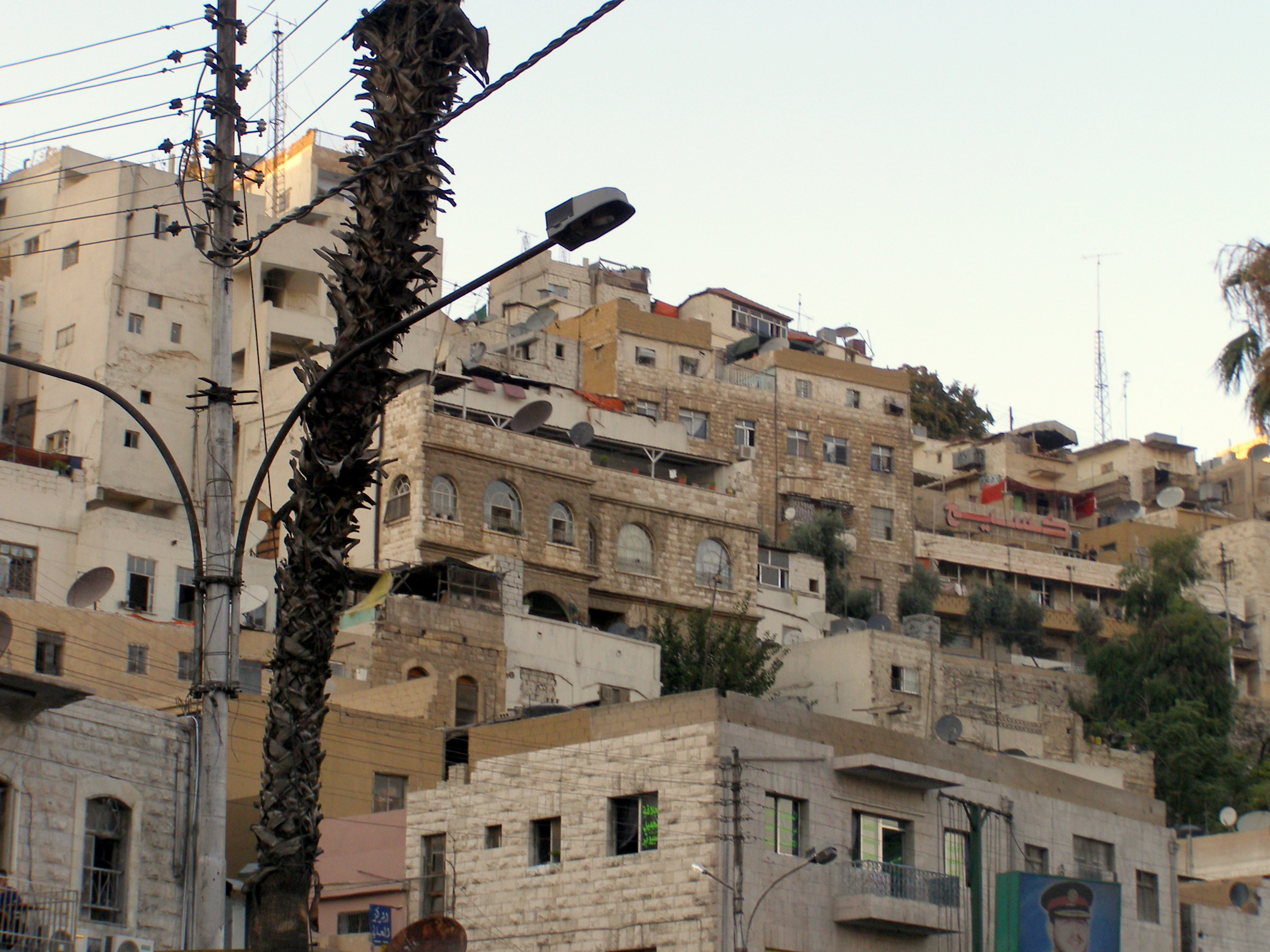
حي الشابسوغ

حي الشابسوغ حي يقع في قلب عمان عاصمة الأردن، يعتبر أقدم وأول أحياء عمان منذ إعادة إحياء المدينة في أواسط القرن التاسع عشر من قبل المهاجرون الشراكسة، يقع الحي في المنطقة الممتدة ما بين سفح جبل القلعة و شارع الهاشمي وقريباً من سيل عمان قديماً والمدرج الروماني، ضمن منطقة المدينة، يعود تاريخ إنشاء الحي بين عاميّ 1867م -1868.

## سبب التسمية
سُمي حي الشابسوغ/ محلة الشابسوغ بهذا الاسم نسبة إلى قبيلة الشابسوغ الشركسية الذين سكنوا في تلك المنطقة.

## نبذة تاريخية
يعود تاريخ عمان إلى عصور قديمة جداً، تأسست الدولة العمونية وعاصمتها ربة عمون الحصينة والقوية (مدينة عمان حالياً) حوالي سنة 1250 قبل الميلاد، وكانت عمان مأهولة بالسكان والحركة والعمران والتجارة والصناعة أيام حكم الرومان والإغريق قبل أكثر من ألفي سنة وكانت تسمى فيلادلفيا، ومر عليها الحكم الإسلامي في عصور الأمويين والعباسيين والمماليك والأيوبيين، تعرضت المدينة للدمار بسبب العديد من الزلازل والكوارث الطبيعية في العصور الوسطى، وظلت عمان قرية صغيرة وكومة من الانقاض لمدة 500 سنة، حتى تم إعادة إحياؤها من قبل الشركس، بعد تعرض الشركس للتهديد من قياصرة روسيا لجئوا إلى الامبراطورية العثمانية المسلمة التي ساعدتهم على السكن في أراضيها التي تقع تحت حكمها مثل بلاد الشام ومنها الأردن وعمان وذلك في عام 1868 م.